# 日本法哲学会
日本法哲学会（にほんほうてつがっかい、英語: Japan Association Of Legal Philosophy (JALP)）は、日本の学術研究団体の一つ。

## 概要
1948年5月30日設立。学術研究団体としての種別は単独学会。
日本における法哲学の研究・普及や、法哲学の研究者相互の協力を促進することを目的として活動を行っている。
国際学術連合体としては法哲学・社会哲学国際学会連合に加入している。
国際会議としては、IVR-Japan国際会議を主催し、その他の国際活動として法哲学・社会哲学国際学会連合日本支部では、２年ごとに国際学会及び「神戸レクチャー」を開催している。

## 沿革
- 1948年 - 日本法哲学会設立。

## 刊行物

### 法哲学年報
- 誌名（和文）：法哲学年報
- 誌名（欧文）：The Annals of Legal Philosophy
- 創刊年：1953
- 資料種別：ジャーナル（査読付き論文を含む）
- 使用言語：日本語（英文抄録あり）
- 発行形態：印刷体
- 著作権帰属先：出版社
- クリエイティブコモンズ：定めていない
- 購読：有料